# Sleepers
Sleepers és una pel·lícula estatunidenca que va ser estrenada el 18 d'octubre de 1996, pel director i guionista Barry Levinson segons la novel·la de Lorenzo Carcaterra, i que va tenir com a protagonistes principals a Kevin Bacon, Billy Crudup, Robert De Niro, Minnie Driver, Ron Eldard, Vittorio Gassman, Dustin Hoffman, Jason Patric i Brad Pitt. La pel·lícula tracta sobre la història de quatre amics que, durant la infància, cometen un crim per imprudència i que són enviats a la presó per menors, on són víctimes d'atroces pallisses i abusos sexuals per part de diversos guàrdies. Ha estat doblada al català.

## Argument
Un grup de nens vivia al barri de Hell's Kitchen ("La cuina de l'Infern") a Nova York, habitat per immigrants, pares de família violents, mares submises i diversos traficants de drogues, un dels quals era King Benny. Si bé els quatre amics freqüentaven l'església del barri, atesa pel pare Bobby, interpretat per Robert De Niro, estaven lluny d'una conducta correcta, ja que comencen a "treballar" per King Benny, tot i els esforços del pare Bobby per mantenir-los lluny de la màfia. En un dia d'oci decideixen robar salsitxes a un immigrant grec, però porten el joc massa lluny, i per evitar que el venedor recuperi la cistella d'entrepans de salsitxes, l'arrosseguen fins a l'entrada del metro, però després de col·locar-la a la vora de l'escala d'entrada no poden sostenir-la, i la deixen anar provocant serioses ferides a un home que sortia fins a causar-li finalment la mort.
Els joves són condemnats per intent d'homicidi i enviats a complir diverses condemnes a una presó de menors, el reformatori Wilkinson, on els visitarà sovint el Pare Bobby. Al lloc pateixen pallisses i violacions per part dels guàrdies, i hauran de complir més enllà de les seves condemnes originals, a causa de la corrupció que hi ha a la presó. També hauran de suportar un càstig singular després de derrotar els guàrdies en un partit de futbol americà, el que acabarà amb l'execució d'un noi negre anomenat Rizzo, i finalment, hauran de tolerar una sessió d'abús de "comiat" la nit anterior a seu alliberament.
Ja adults, John Reylly i Tommy Marcano, dos dels amics, convertits en matons i líders de bandes criminals a la cuina de l'Infern, es toparan en un bar amb Sean Nokes, un dels guàrdies responsables dels seus abusos, i el maten a sang freda després de recordar qui eren i quins comptes tenien pendents. Els dos homicides són capturats i enviats a judici per Michael Sullivan (Brad Pitt), un altre dels amics del grup convertit en fiscal, que ha estat obsessionat tots aquests anys amb la idea de venjar-se dels guàrdies del Reformatori Wilkinson, dels que ha estat investigant els seus expedients personals. Michael aconsegueix clandestinament que el cas quedi al seu càrrec, amb la idea d'exculpar a John i a Tommy, al·legant conèixer a la gent de la Cuina de l'Infern, tot i que la gent del barri el pren per un traïdor per acusar els seus antics amics. D'altra banda, per intervenció de Rei Benny, la defensa del cas queda a càrrec d'un advocat mediocre i amb poc entusiasme per la seva professió, encarnat per Dustin Hoffman. Rei Benny mou influències a la Cuina de l'Infern per aconseguir que els testimonis de l'assassinat de Nokes guardin silenci per beneficiar a John i a Tommy. La idea de Michael era posar el cas a les seves mans per poder inculpar i empresonar als guàrdies que havien abusat sexualment del grup. Durant el judici, l'advocat contractat per Rei Benny fa tot el possible per convèncer que els inculpats no van estar en el lloc i moment de l'assassinat de Nokes, però per aconseguir-ho, haurà de convèncer el pare Bobby perquè testifiqui falsament que en aquell moment els inculpats l'acompanyaven a un partit de bàsquet.
El pare Bobby coneix per Shakes els abusos comesos contra els amics a Wilkinson, però li demana un temps per decidir. Danny Snyder, per suggeriment de Michael, crida com a testimoni a Robinson, un dels guàrdies de Wilkinson, qui assetjat verbalment per l'advocat acaba admetent al jurat els atacs sexuals de Nokes. Per la seva banda, Shakes, en el seu treball de reporter gràfic, recull proves de les activitats criminals d'altres dels guàrdies que van atacar als amics, Adison i Styler, i aconsegueix que per mediació de Rei Benny, un traficant negre anomenat el Petit Cèsar, que resulta ser el germà gran de Rínxol, acabi matant Adison, que estava involucrat en l'extorsió de narcotraficants.
El jutge del cas pressiona l'advocat Snyder perquè presenti al seu últim testimoni i el pare Bobby accedeix finalment, declarant falsament sota jurament i, fins i tot, aporta butlletes del joc de bàsquet al qual segons el seu parer li havien acompanyat Jhon i Tommy el dia i hora de l'assassinat. Amb aquest testimoni, el jurat absol els amics, els qui es reuneixen amb Michael i Shakes per celebrar-ho. Sobre el tancament, s'informa que als pocs anys John mor a causa d'una sobredosi en un bar i Tommy mor assassinat, Michael deixa l'advocacia per tornar a ser fuster i Shakes decideix explicar les experiències narrades en la pel·lícula en un llibre, encara que les autoritats de Nova York neguen la veracitat dels fets.

## Repartiment
- Joe Perrino: Lorenzo Carcaterra jove
- Jason Patric: Lorenzo adult
- Brad Pitt: Michael Sullivan adult
- Brad Renfro: Michael jove
- Billy Crudup: Thomas "Tommy" Marcano adult
- Jonathan Tucker: Tommy jove
- Ron Eldard: John Reilly adult
- Geoffrey Wigdor: John jove
- Minnie Driver: Carol adult
- Monica Polito: Carol jove
- Robert De Niro: Pare Bobby Carillo
- Kevin Bacon: Sean Nokes
- Jeffrey Donovan: Henry Addison
- Lennie Loftin: Adam Styler
- Terry Kinney: Ralph Ferguson
- Vittorio Gassman: King Benny
- Dustin Hoffman: Danny Snyder
- John Slattery: Ron Carlson
- Daniel Mastrogiorgio: Nick Davenport
- Wendell Pierce: Little Caesar

## Premis i nominacions

### Nominacions
- 1997. Oscar a la millor banda sonora per John Williams[3]